# Шугурово (Татарстан)
Шугурово — село в Лениногорском районе Татарстана, в 24 км юго-западнее Лениногорска. Центр муниципального образования сельское поселение Шугуровское.

## География
Село расположено на реке Лесная Шешма (правый приток реки Шешма).

## История
Село Шугурово основано в 1931 году как поселок райцентра Шугуровского района..
10 августа 1930 года образован Шугуровский район с центром в Шугурово. 16 октября 1959 года Шугурский район был упразднён и территория была передана в Лениногорский район. В 1950 году селу присвоен статус посёлка городского типа, с 2004 года Шугурово снова село.

## Население
| \| 1959[4] \| 1970[5] \| 1979[6] \| 1989[7] \| 2002[8] \| 2003[9] \| 2004[10] \| \| -------- \| -------- \| -------- \| -------- \| -------- \| ------- \| -------- \| \| 2396 \| ↘2346 \| ↘2114 \| ↘2032 \| ↗2239 \| ↗2400 \| ↘2300 \| \| 2012[11] \| 2013[12] \| 2014[13] \| 2015[14] \| 2016[15] \| 2017[1] \| \| \| ↘2099 \| ↗2105 \| ↘2085 \| ↘2051 \| ↘2019 \| ↘1965 \| \| 500 1000 1500 2000 2500 3000 1979 2012 2017 20000 |       |       |       |       |       |       |
| 1959 | 1970  | 1979  | 1989  | 2002  | 2003  | 2004  |
| 2396 | ↘2346 | ↘2114 | ↘2032 | ↗2239 | ↗2400 | ↘2300 |
| 2012 | 2013  | 2014  | 2015  | 2016  | 2017  |       |
| ↘2099 | ↗2105 | ↘2085 | ↘2051 | ↘2019 | ↘1965 |       |

Национальный состав
Около 86 % — татары, около 9 % — русские.

## Инфраструктура
- Средняя школа
- Мечеть

## Экономика
Предприятие «Строймонтаж-Сервис» (строительство и обслуживание дорог и мостов) и Шугуровская швейная фабрика (пошив спецодежды).